# La Bataille de San Romano
Pour les articles homonymes, voir Bataille de San Romano.
La Bataille de San Romano est une œuvre du peintre Paolo Uccello, peinte vers 1438-1456, en trois panneaux (dispersés aujourd'hui) d'environ 3 × 2 m. Le peintre y donne libre cours à sa passion pour la perspective mathématique et les formes géométriques. 

## Histoire
Ce tableau a longtemps été considéré comme une œuvre de fiction sans rapport avec un quelconque évènement historique. 
La bataille de San Romano oppose  Florentins et Siennois, en juin 1432, à San Romano (it), localité de l'actuelle province de Pise située dans les communes contiguës de San Miniato et de Montopoli in Val d'Arno. La chute de son cheval de Bernardino della Carda, chef de l'armée siennoise, signe la défaite des Siennois et marque la fin des combats. 
L'œuvre est vraisemblablement commandée, entre 1438 et 1456, par Lionardo Bartolini Salimbeni (1404-1479) pour décorer, à Florence, la Camera Grande de son palais, ancien Corso degli Strozzi (aujourd'hui Via Monalda). À la fin du siècle, les trois tableaux sont saisis par Laurent de Médicis  pour les installer dans son palais, le Palazzo Medici-Riccardi de Florence. La découverte d'un inventaire des biens conservés dans le palais des Médicis, rédigé en 1492, a en effet permis de découvrir que les trois panneaux se trouvaient alors dans sa chambre. Le texte précise qu'ils sont peints par Paolo Uccello et figurent la bataille de San Romano.
Aujourd'hui de format rectangulaire, ils comportaient à l'origine une lunette au sommet et des découpes aux angles, pour s'adapter à l'architecture d'une pièce. Ils ont sans doute été endommagés lors du sac du palais par les Français en 1494. En 1598, ils sont réunis et placés à l'étage supérieur. À la fin du XVIIe siècle, ils se trouvent au Casino Mediceo di San Marco, une propriété du cardinal Carlo de Médicis , puis entrent au musée des Offices en 1784 avant d'être dispersés dans des collections privées au XIXe siècle.
L'interprétation picturale d'Uccello se rapproche du récit que Matteo Palmieri fit dans ses Annales de la bataille. Il y loue Niccolo da Tolentino pour sa bravoure et son sens de la stratégie, sa fausse retraite et son appel à l'aide de Michelotto ayant été planifiés, selon lui, pour tromper l'ennemi. Le capitaine entretenait des liens étroits avec la famille Médicis. Ces tableaux viennent commémorer sa gloire mais aussi celle de son protecteur, Cosme Ier de Médicis.

## Localisation
Les trois panneaux sont aujourd'hui répartis dans trois grands musées européens : 
- Niccolo Mauruzi da Tolentino à la tête de ses troupes, (1438-1440) détrempe sur bois de 3,20 × 1,82 m (National Gallery, Londres)[4].
- Bernardino della Ciarda désarçonné (1435-1440) montre la défaite du camp siennois illustrée par la mise hors de combat de Bernardino della Carda, détrempe sur bois de 3,23 × 1,80 m, seul panneau signé (musée des Offices, Florence)[5].
- La Contre-Attaque de Micheletto Attendolo da Cotignola (1450-1475), détrempe sur bois de 3,17 × 1,82 m (musée du Louvre, Paris)[2].

Les trois panneaux étaient destinés initialement à trois murs d'une même pièce pour alimenter l'effet de perspective par les distorsions picturales dans le rendu des éléments qu'ils comportent.
Des questions se posent encore sur la position relative des trois panneaux : le panneau conservé aux Offices était (probablement) le panneau central, il est d'ailleurs le seul signé de l'auteur.

## Composition
La reconstitution hypothétique de l'ordre des panneaux donne lieu à des points de vue différents sur les capacités que l'on reconnait à Paolo Uccello.

### Représenter clairement le déroulement de l'action
Daniel Arasse propose une lecture des panneaux où Paolo Uccello élabore une conception du récit en images qui permet une parfaite intelligibilité du déroulement des faits. D'abord, le panneau de Londres où le cheval blanc du chef Florentin, Niccolò da Tolentino, montre l'engagement au combat, de gauche à droite. Le panneau de Paris, avec l'arrivée des renforts, est centré sur le cheval cabré de Micheletto da Cotignola, tandis que le mouvement général de droite à gauche, rythmé par les lances verticales, aboutit aux quatre cavaliers confondus en un mouvement décomposé de l'abaissement de la lance qui marque le début de la charge. Enfin sur le panneau des Offices, Bernardino della Chiarda, désarçonné, occoppe une position semblable à celle de Niccolo da Tolentino, mais inversée ; tandis qu'à droite c'est la fuite des Siennois, explicitée par la ruade du cheval et le désordre des lances.

### Restituer la confusion de l'action
Selon Sophie Cassagnes-Brouquet et Bernard Doumerc la bataille est représentée par une mêlée chaotique de cavaliers, de lances et de chevaux, dépeinte en série de perspectives planes superposées. Le mouvement des guerriers est comme figé, réduit en une série d'instantanés. Les trois panneaux sont liés entre eux par un paysage commun. Les trois moments de la bataille se succèdent dans l'ordre suivant, de gauche à droite : panneau de Londres, panneau de Florence, panneau de Paris. 

#### Panneau de Londres

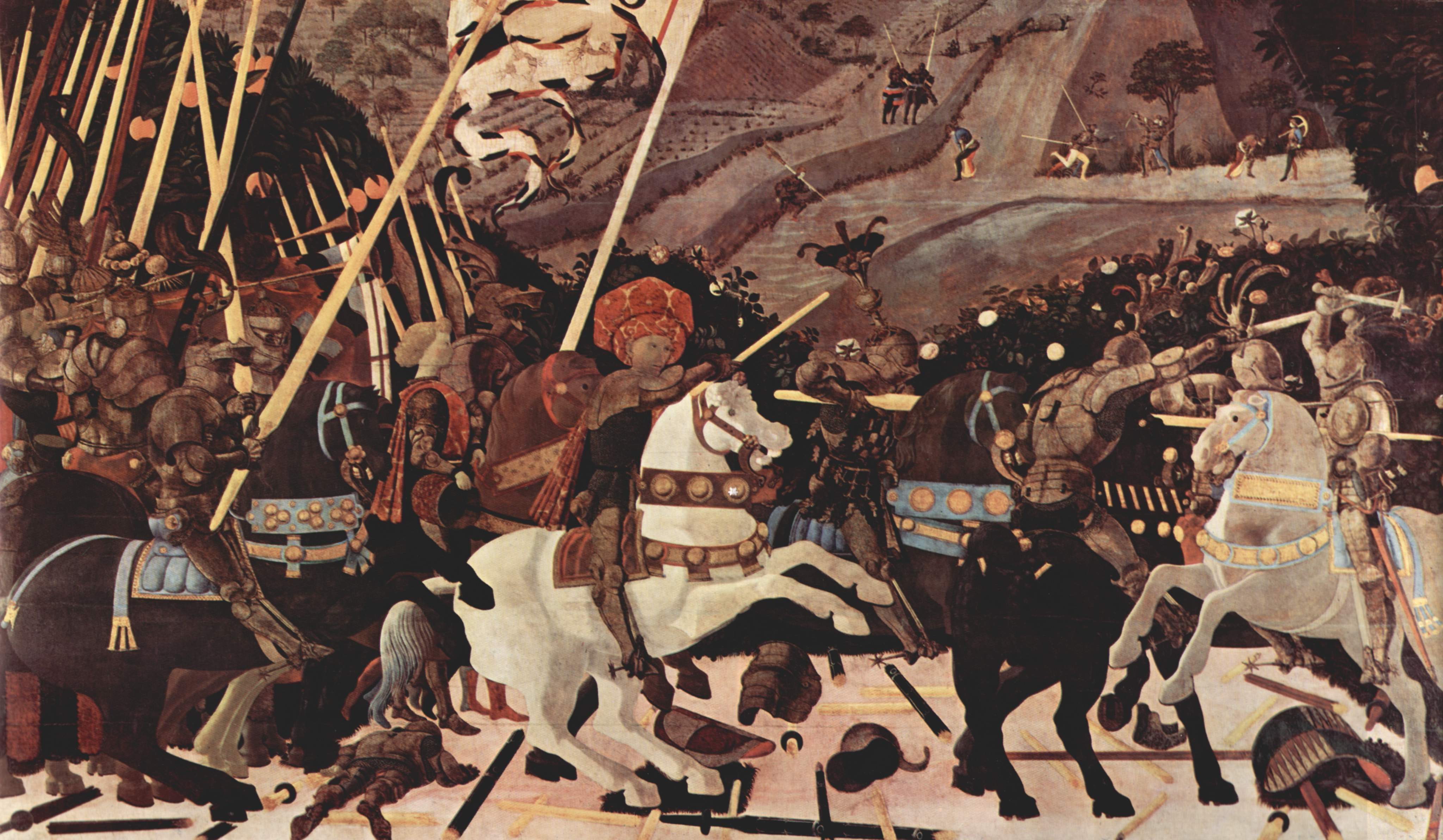
Panneau de la National Gallery, Londres.

Sur le panneau de Londres, Niccolo Mauruzi da Tolentino à la tête de ses troupes, le condottiere conduit ses troupes au combat monté sur un cheval blanc. Placé au centre et au premier plan, il se distingue des autres cavaliers par son luxueux chapeau de brocard d'or sur velours rouge. Il est représenté avec les insignes et les dons qui lui ont été remis le 21 juin 1433 par la Seigneurie de Florence, un an après la bataille. Il désigne l'ennemi à ses troupes de son bâton de commandant. Derrière lui, son écuyer porte sa bannière avec sa devise au nœud de Salomon. Les autres cavaliers forment une masse anonyme, tous vêtus de leurs armures, portant des lances ou des trompettes. Même si les trompettes sonnent le rassemblement, le combat a déjà commencé. À l'arrière-plan, deux émissaires envoyés par Niccolo da Tolentino à Michelotto Attendolo pour lui demander du renfort, pressent leurs montures. Des cavaliers gisent au sol dans un savant désordre de lances brisées.

#### Panneau de Florence

Panneau du musée des Offices, Florence.

Le panneau de Florence, Bernardino della Ciarda désarçonné, figure le moment décisif de la bataille où Niccolo da Tolentino désarçonne de sa lance le capitaine de l'armée de Sienne, Bernardino della Carda. Au premier plan, à gauche les Florentins jettent leurs ennemis à terre, tandis qu'à droite des cavaliers poursuivent les fuyards. À l'arrière-plan, des fantassins sont pris dans un corps à corps vigoureux. Des chevaux, des hommes et des lances brisées gisent au sol. Dans les faits, les deux capitaines ne se sont jamais fait face, Bernardino della Carda s'étant enfui prudemment avant. 

#### Panneau de Paris

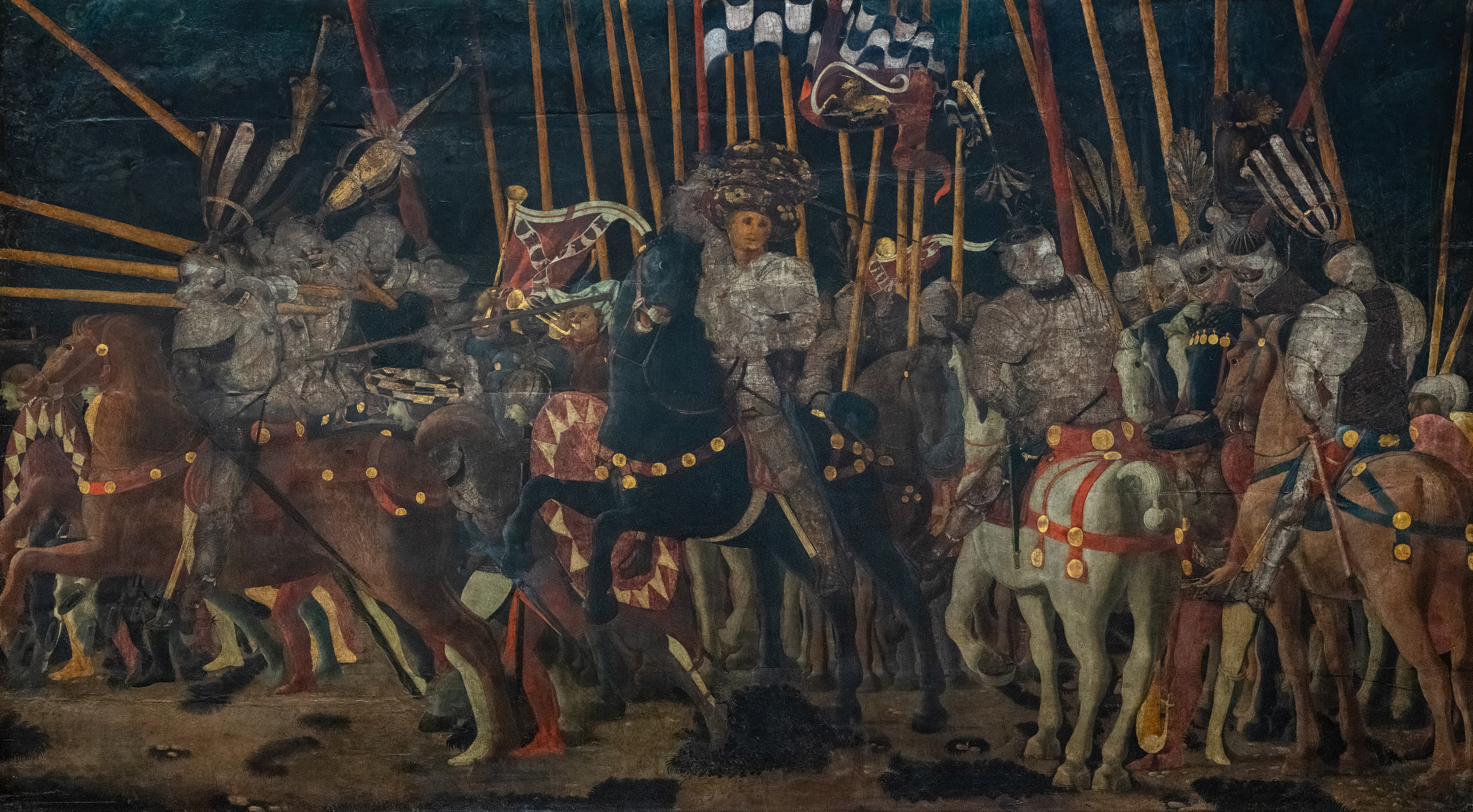
Panneau du musée du Louvre.

Le panneau de Paris, La Contre-Attaque  de Micheletto Attendolo da Cotignola, met fin au récit. Il aurait été commandé un peu plus tard, après la mort du capitaine en 1451, pour commémorer ses hauts faits lors de la bataille. Autour de la figure centrale de Michelotto, un premier groupe de cavaliers, à droite, vus de dos, attendent ses ordres tandis que les autres, à gauche, se jettent, lances en avant, dans la bataille.

## Analyse
La clarté du jour évoluant entre aube, midi et soir pourrait guider également le placement.
Le peintre exalte ici l'action militaire et politique de la personnalité du condottiere, dans la grande tradition de Pietro Lorenzetti. Il use de ses objets privilégiés : le mazzocchio, couvre-chef florentin de bois et d'osier, et les chevaux, symbole des tournois qui forgent les vertus militaires, attributs de la caste des chevaliers encore en vigueur dans les batailles.
L'attrait de Uccello pour la représentation des détails, comme la lourde armure des cavaliers, leurs selles de cuir et les écus dorés, qu'il traite de manière réaliste, n'empêche en rien un enchevêtrement des formes qui confine à l'abstraction.
Le peintre a incisé le contour des armures et des armes avant d'y appliquer une feuille d'argent bruni pour leur donner tout leur éclat. La malachite est utilisée pour le vert des feuillages et les lumières sont rendues par des touches dorées. Une grande partie des décors argentés et dorés sont aujourd'hui perdus. À l'origine, les couleurs et les ors des scènes devaient vibrer avec beaucoup plus d'intensité. Sur le panneau de Londres, Niccolo Mauruzi da Tolentino à la tête de ses troupes, les lances brisées au sol sont disposées artificiellement sur le fond rose pour converger vers un point unique qui ne se trouve pas à l'horizon comme il le devrait, mais beaucoup plus bas. Les chevaux et les corps tombés sont dessinés en raccourci selon les principes mathématiques chers à Uccello. L'artificialité de cette perspective est soulignée par le caractère décoratif du fond de feuillages sombres parsemé de roses rouges et blanches qui rappelle une tenture. Au centre, un cavalier porte un casque à trois plumes distinctes et les brides des chevaux florentins sont ornés de trois boules dorées, allusion aux emblèmes des Médicis.
Dans le panneau de Florence, La défaite du camp siennois illustrée par la mise hors de combat de Bernardino della Carda, Uccello combine son obsession pour la perspective avec une atmosphère quasi mystérieuse due au choix de couleurs peu réalistes. Sept chevaux suffisent à résumer l'enjeu d'une bataille décisive : trois blanc, deux rouges et un rose, victoire et défaite, et deux gris, la mort déjà passée et en un acte. Très peu de visages sont individualisés, surtout des armures, identiques ou presque, et toujours le groupe anonyme des « soldats avec lances ». Le mouvement s'est emparé logiquement, « ordonnément », des lances, orienté sur la partie gauche, confus sur la partie droite. La « toile de fond » n'en est pas une : les à-côtés de la guerre, ou sa version civile, la chasse où le gibier est animal. Dans ce panneau central, Uccello condense, résume, fait voir l'intelligence de la guerre.
Le panneau de Paris, La contre-attaque décisive de Micheletto Attendolo da Cottignola, diffère par son choix de couleurs, le style de ses personnages qui sont plus grands, et par l'organisation d'ensemble qui est réduite à un seul plan. Le paysage a pratiquement disparu au profit de l'action. Les historiens de l'art ont souligné l'originalité du mouvement des cinq lances qui décompose le geste d'un seul cavalier. Le nombre de pattes postérieures des chevaux  va en diminuant de la droite va la gauche, également pour indiquer le mouvement.

## Apparitions et citations de l’œuvre
Le  panneau de Florence, La Défaite du camp siennois, apparaît dans l'ouverture du film Le Syndrome de Stendhal de Dario Argento.